# Libeliče, Suha
Libeliče (nemško Leifling) je naselje v Občini Suha v Okraju Velikovec na Koroškem v Avstriji.